# Успенка (Западно-Казахстанская область)
Успе́нка (каз. Успенка) — село в Бурлинском районе Западно-Казахстанской области Казахстана. Административный центр Успенского сельского округа. Код КАТО — 273667100.
Село расположено на левом берегу реки Илек.

## Население
В 1999 году население села составляло 770 человек (359 мужчин и 411 женщин). По данным переписи 2009 года, в селе проживали 442 человека (217 мужчин и 225 женщин).